# 莱克鲁特
莱克鲁特（法語：Les Croûtes，法語發音：[le kʁut]）是法国奥布省的一个市镇，位于该省西南部，属于特鲁瓦区。

## 地理
莱克鲁特（47°59'50"N, 3°51'51"E）面积7.11 平方千米，位于法国大東部大區奥布省，该省份为法国中北部省份，北起马恩省，西接塞纳-马恩省，西南至约讷省，东南至科多尔省，东临上马恩省。
与莱克鲁特接壤的市镇（或旧市镇、城区）包括：谢西莱普雷、库尔托尔、比托、弗洛尼拉沙佩勒、佩尔塞、苏曼特兰。

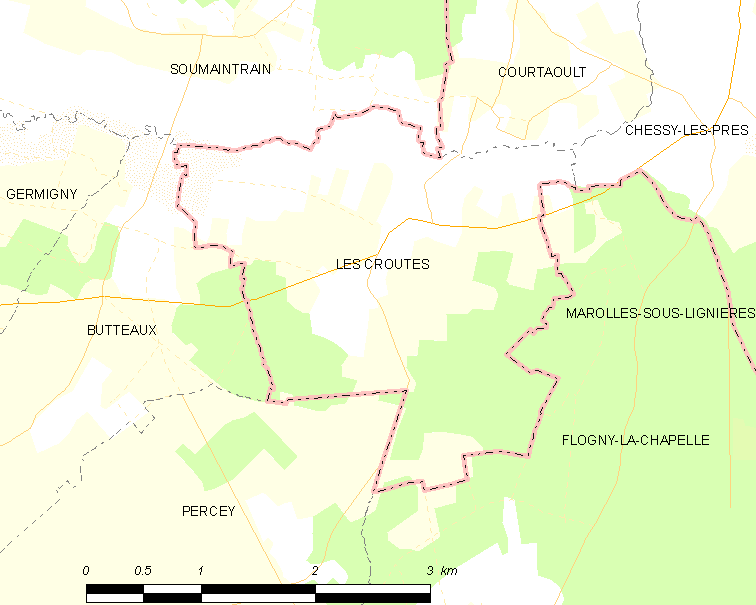
莱克鲁特的OSM定位图

莱克鲁特的时区为UTC+01:00、UTC+02:00（夏令时）。

## 行政
莱克鲁特的邮政编码为10130，INSEE市镇编码为10118。

## 政治
莱克鲁特所属的省级选区为艾克斯-维勒莫尔-帕利斯县。

## 人口

1962-2008年间莱克鲁特人口变化图示

莱克鲁特于2022年1月1日时的人口数量为96人。